# Inés Ballester
María Inés Ballester Muñoz (Burriana, Castellón, 28 de septiembre de 1958) es una periodista y presentadora española

## Biografía
Hija de panaderos y sobrina lejana del poeta Vicent Andrés Estellés, es licenciada en Periodismo por la Universidad Autónoma de Barcelona. Inició su carrera profesional en la Cadena Ser, para luego pasar al magacín diario de Radio Nacional de España.
Tras unos años en radio, dio el salto a la televisión, comenzando en el centro territorial de TVE en Valencia, donde ocupó el cargo de jefa de programas. Posteriormente, trabajó en Canal 9 y Telemadrid. Durante su etapa en Telemadrid, condujo el programa Sucedió en Madrid (1994-1997), lo que le permitió ser fichada por Antena 3 Televisión en 1997.
En 2001, regresó a TVE para presentar el programa matinal Por la mañana, junto con Iñaki del Moral, programa que condujo durante seis temporadas hasta marzo de 2008. Posteriormente, asumió la conducción de otro matinal en La Primera, esta vez los fines de semana, bajo el título El día por delante, estrenado el 24 de mayo de 2008. Sin embargo, el programa finalizó el 2 de agosto del mismo año, tras menos de tres meses en pantalla, debido a una audiencia del 11,3%, por debajo de la media de la cadena.
Entre enero y diciembre de 2010, Ballester copresentó, junto a Carmen Sevilla, el programa Cine de barrio en La 1. Desde 2009, ha colaborado en el programa Julia en la onda, en Onda Cero, junto a Julia Otero.
En octubre de 2011, se incorporó a la cadena 13 TV, presentando el magacín diario Te damos la mañana. Un año más tarde, estrenó el programa Nuestro cine en la misma cadena. Su relación contractual con 13 TV finalizó en noviembre de 2017.
Además de su carrera televisiva, Ballester ha escrito dos libros de recetas de cocina titulados Cocina con corazón y Cocina con más corazón, ambos publicados por la editorial Temas de hoy. En estos libros, recoge algunas de las mejores recetas que ha compartido en sus programas.
En el verano de 2012, se hizo público que Inés estaba siendo tratada por un cáncer de mama, enfermedad por la que fue intervenida quirúrgicamente de urgencia en la Fundación Jiménez Díaz.
El 18 de enero de 2013, se publicó que Inés contrajo matrimonio por segunda vez, aunque ella misma desmintió esta información.
Desde el 7 de julio de 2014 hasta el 1 de septiembre de 2014, se hizo cargo de La mañana de Verano en La 1, cubriendo las vacaciones de Mariló Montero. Posteriormente, entre el 1 de septiembre de 2014 y el 31 de agosto de 2018, presentó en la misma cadena el espacio Amigas y conocidas. Este programa se vio envuelto en una polémica el 18 de febrero de 2015, al dar publicidad a una foto falsa de la candidata de Podemos a la Presidencia de la Junta de Andalucía, en la que aparecía una mujer desnuda.
El 4 de diciembre de 2018, Ballester regresó a Telemadrid para moderar un debate especial con motivo de los 40 años de la Constitución española.
Desde el 11 de marzo de 2019, condujo en Telemadrid el magacín vespertino Está pasando.En la misma cadena presentó Juntos y... y La música de mi vida.
Desde el 30 de septiembre de 2023, Inés Ballester presenta de nuevo Cine de Barrio en La 1 de RTVE, en una segunda etapa, pues ya estuvo como copresentadora y presentadora sustituta del programa en 2010, durante la parte final de la etapa de Carmen Sevilla.

## Trabajos destacados en televisión
- Te'n recordes?, en Canal 9 (1992-1993).
- Sucedió en Madrid, en Telemadrid (1994-1997).
- En Antena, en Antena 3 Television (1997-1998).
- Ver para creer, en Antena 3 Television (1999), junto a Liborio García.
- Sabor a verano, en Antena 3 Television (1999).
- El Bus, en Antena 3 Television (2000).
- Ay, mi madre, en La Primera (2001).
- Flashback, en varias cadenas de la FORTA: Canal Sur Televisión, Telemadrid, Televisión Canaria y Canal 9 (2002).
- Por la Mañana, en La Primera (2002-2008).
- El día por delante en La 1 (2008).
- Cine de barrio, en La 1 (2010), presentadora sustituta.
- Sin ir más lejos, en Aragón Televisión (2009-2011), colaboradora.
- Saca la lengua, en La 2 (2011).
- Te damos la mañana, en 13TV (2011-2012).
- Nuestro Cine, en 13TV (2012-2017).
- La mañana de Verano, en La 1 (2014).
- Amigas y conocidas, en La 1 (2014-2018).
- Lazos de sangre, en La 1 (2018).
- Está pasando, en Telemadrid (2019-2021).
- La música de mi vida, en Telemadrid (2022-2023).
- Juntos y..., en Telemadrid (2022-2023).
- Siempre Carmen, en La 1 (28 de junio de 2023). Especial homenaje a Carmen Sevilla
- Cine de barrio, en La 1 (2023-presente), presentadora

## Libros
- Cocina con corazón (2006). Temas de Hoy. ISBN 978-84-8460-549-2
- Cocina con más corazón (2006). Temas de Hoy. ISBN 978-84-8460-602-4
- Cocina cada día con corazón (2007). Temas de Hoy. ISBN 978-84-8460-637-6
- Cocina cada día con corazón (2008). Temas de Hoy. ISBN 978-84-8460-532-4

## Premios
- Antena de Oro (2005), en la categoría de Televisión, por su labor al frente del programa Por la mañana.